# Hoplopholcus figulus
Hoplopholcus figulus is een spinnensoort uit de familie trilspinnen (Pholcidae). De soort komt voor in Griekenland. 